# John Baptist Odama
John Baptist Odama (* 29. Juni 1947 in Riki-Oluku) ist ein ugandischer Geistlicher und emeritierter römisch-katholischer Erzbischof von Gulu.

## Leben
Der Bischof von Arua, Angelo Tarantino MCCJ, weihte ihn am 14. Dezember 1974 zum Priester.
Papst Johannes Paul II. ernannte ihn am 23. Februar 1996 zum Bischof von Nebbi. Der Erzbischof von Kampala, Emmanuel Kardinal Wamala, spendete ihm am 26. Mai desselben Jahres die Bischofsweihe; Mitkonsekratoren waren Frederick Drandua, Bischof von Arua, und Martin Luluga, Bischof von Gulu. 
Am 2. Januar 1999 wurde er zum Erzbischof von Gulu ernannt.
Papst Franziskus nahm am 22. März 2024 das altersbedingte Rücktrittsgesuch von John Baptist Odama an.